# Wola Puczniewska
Wola Puczniewska – wieś w Polsce położona w województwie łódzkim, w powiecie pabianickim, w gminie Lutomiersk, nad Nerem.
Miejscowość położona jest na Wysoczyźnie Łaskiej. Od strony zachodniej i częściowo od strony południowej otacza ją las. Południową granicę miejscowości wyznacza Dolina Neru, wchodząca w skład Puczniewskiego Obszaru Chronionego Krajobrazu. Na północ od Woli Puczniewskiej położony jest Mianów, natomiast na wschód od niej znajduje się Puczniew. W pobliżu zlokalizowany jest Rezerwat przyrody Mianów, który obejmuje ochroną śródleśny kompleks torfowisk niskich z interesującą florą roślin torfowiskowych.
W Woli Puczniewskiej znajduje się świetlica wiejska, plac zabaw, siłownia plenerowa i kolejka tyrolska. W miejscowości zatrzymuje się bus, który kursuje na linii Poddębice-Lutomiersk, a dalej do Łodzi. Przez Wolę Puczniewską przebiega szlak rowerowy.
We wsi i w okolicy kręcono zdjęcia do nagrodzonego Oscarem filmu Ida w reżyserii Pawła Pawlikowskiego.
W skład sołectwa Wola Puczniewska wchodzi również miejscowość Jeziorko. W latach 1975–1998 miejscowość administracyjnie należała do województwa sieradzkiego. 

## Obrazy

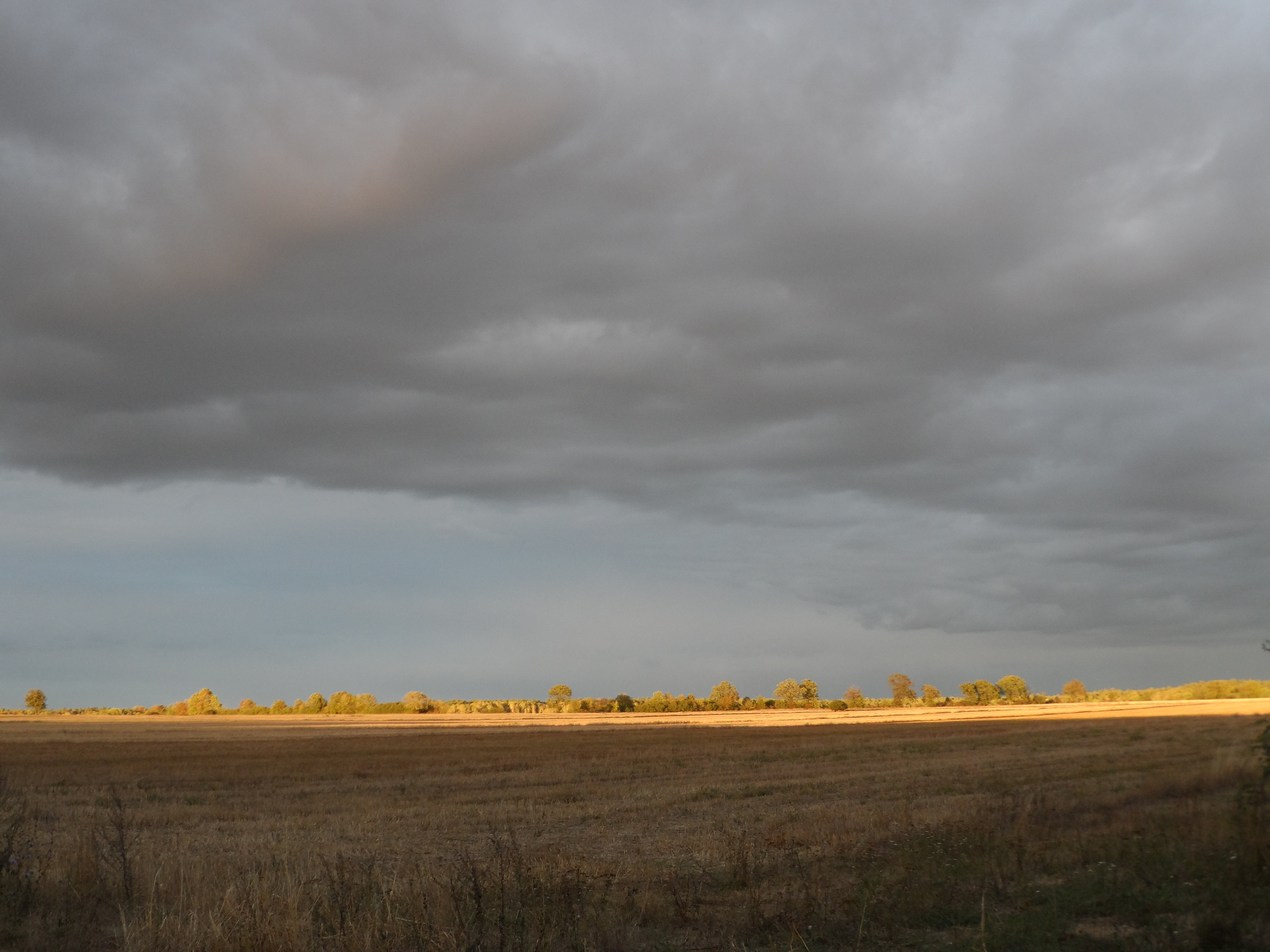
Oświetlone pola w Woli Puczniewskiej
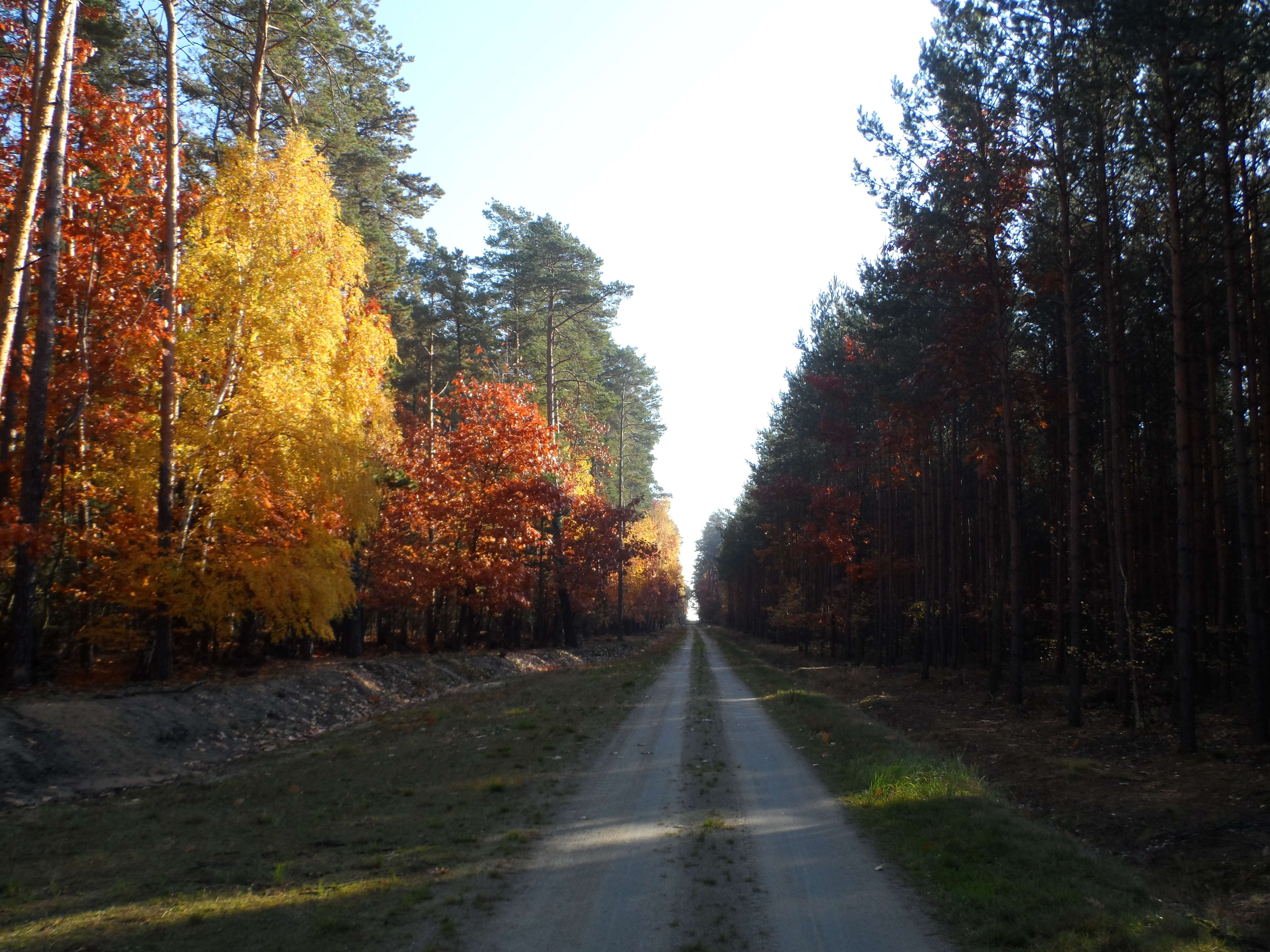
Dukt w okolicy Woli Puczniewskiej
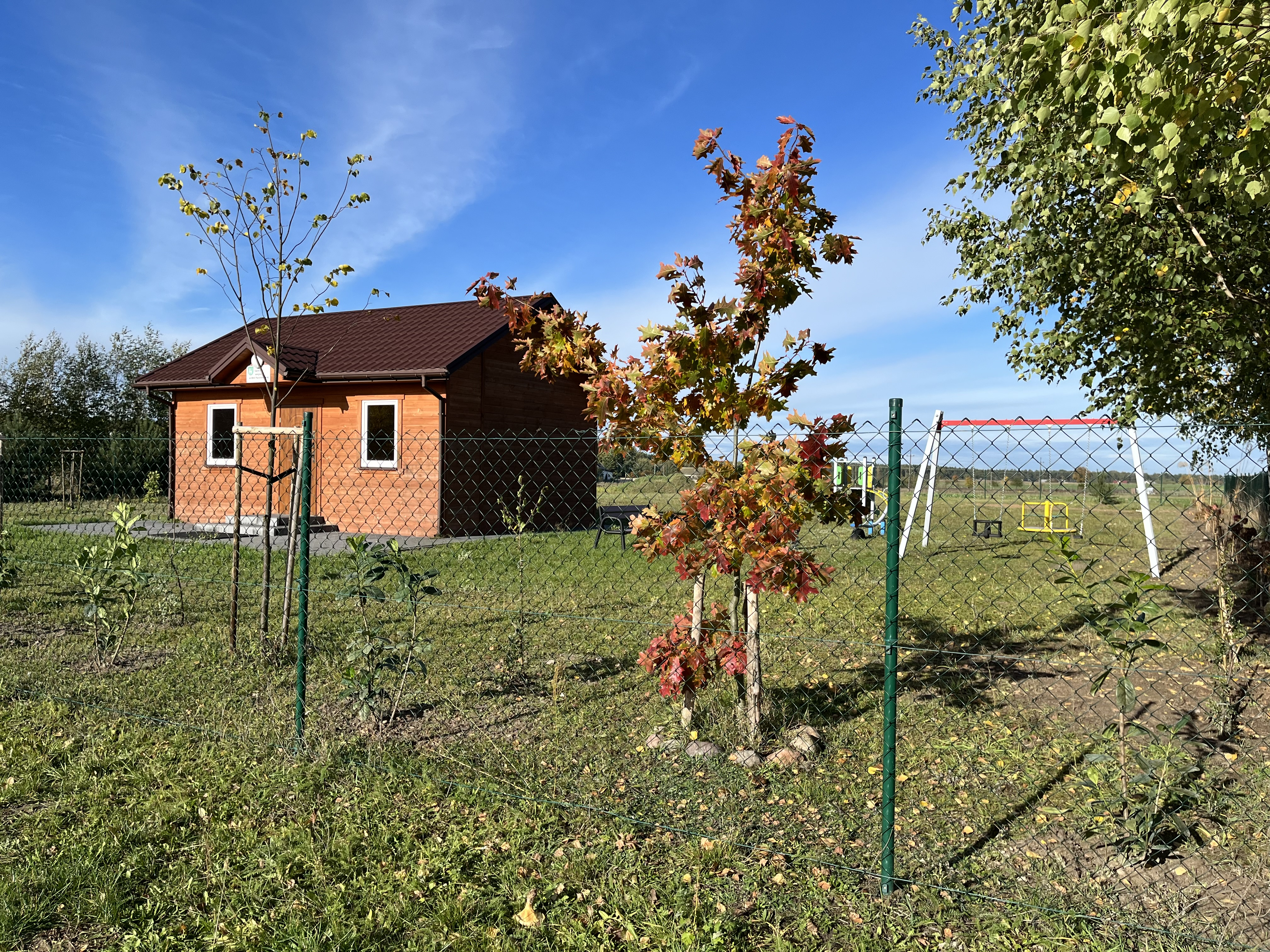
Świetlica wiejska w Woli Puczniewskiej